# Dicranomyia (Dicranomyia) commixta
Dicranomyia (Dicranomyia) commixta is een tweevleugelige uit de familie steltmuggen (Limoniidae). De soort komt voor in het Palearctisch gebied.